# Lijst van burgemeesters van Westbroek
Dit is een lijst van burgemeesters van de voormalige Nederlandse gemeente Westbroek tot die gemeente in 1957 opging in de gemeente Maartensdijk.
| Ambtsperiode | Naam burgemeester                  | Partij of stroming | Bijzonderheden                                                                                            |
| ------------ | ---------------------------------- | ------------------ | --- |
| 1817 - 1844  | F.H. van den Helm                  |                    | tot en met 1825 schout                                                                                    |
| 1844 - 1849  | J.J. van den Helm                  |                    | |
| 1849 - 1853  | A.C. Hartjens                      |                    | tevens burgemeester van Achttienhoven                                                                     |
| 1853 - 1858  | W.J. Lagerwey                      |                    | tevens burgemeester van Achttienhoven                                                                     |
| 1858 - 1882  | M. Lagerwey                        |                    | tevens burgemeester van Achttienhoven                                                                     |
| 1882 - 1890  | W.J. Lagerwey                      |                    | waarnemend, tevens waarnemend burgemeester van Achttienhoven                                              |
| 1890 - 1903  | Jan Hendrik de Waal Malefijt       | ARP                | tevens burgemeester van Achttienhoven, later minister en burgemeester van Katwijk                         |
| 1903 - 1905  | D. Vink                            |                    | tevens burgemeester van Achttienhoven                                                                     |
| 1906 - 1932  | J.P.C. ten Geusendam               |                    | tevens burgemeester van Achttienhoven                                                                     |
| 1932 - 1957  | Jhr. J. Huydecoper van Maarsseveen |                    | deels waarnemend, tevens (waarnemend) burgemeester van Achttienhoven (1932-1954) en Tienhoven (1949-1957) |